# Paco Buyo
Pour les articles homonymes, voir Buyo.
Francisco Buyo, né le 13 janvier 1958 à Betanzos (Galice, Espagne), est un footballeur espagnol qui évoluait au poste de gardien de but au Real Madrid et en équipe d'Espagne.
Il travaille aujourd'hui comme consultant pour les matches de championnat espagnol de football sur la chaîne Al Jazeera Sport

## Statistiques
| Club | Saison                     | Div.                       | Liga(1)       | Liga(1)        | Coupes(2)     | Coupes(2)      | International(3) | International(3) | Total(4)      | Total(4)       | Moyenne |
| Club | Saison                     | Div.                       | Matches joués | Buts encaissés | Matches joués | Buts encaissés | Matches joués    | Buts encaissés   | Matches joués | Buts encaissés | Moyenne |
| --- | -------------------------- | -------------------------- | ------------- | -------------- | ------------- | -------------- | ---------------- | ---------------- | ------------- | -------------- | ------- |
| RCD Majorque | 1975-1976                  | D4                         | 5             | -7             | -             | -              | -                | -                | 5             | -7             | 1.40    |
| Deportivo La Corogne | 1976-1977                  | D2                         | 38            | -50            | 4             | -6             | -                | -                | 42            | -56            | 1.33    |
| Deportivo La Corogne | 1977-1978                  | D2                         | 37            | -43            | 3             | -2             | -                | -                | 40            | 45             | 1.13    |
| SD Huesca | 1978-1979                  | D3                         | 22            | -19            | 3             | -2             | -                | -                | 25            | -21            | 0.67    |
| Deportivo La Corogne | 1978-1979                  | D2                         | 9             | -5             | -             | -              | -                | -                | 9             | -5             | 0.56    |
| Deportivo La Corogne | 1979-1980                  | D2                         | 38            | -50            | 1             | -              | -                | -                | 39            | 50             | 1.28    |
| Total Deportivo La Corogne | Total Deportivo La Corogne | Total Deportivo La Corogne | 122           | -148           | 8             | -8             | 0                | 0                | 130           | -156           | 1.20    |
| FC Séville | 1980-1981                  | D1                         | 33            | -42            | 11            | -9             | -                | -                | 44            | -51            | 1.16    |
| FC Séville | 1981-1982                  | D1                         | 34            | -39            | 2             | -3             | -                | -                | 36            | -42            | 1.17    |
| FC Séville | 1982-1983                  | D1                         | 33            | -30            | 8             | -10            | 6                | -7               | 47            | -47            | 1.00    |
| FC Séville | 1983-1984                  | D1                         | 34            | -43            | 2             | -3             | 2                | -4               | 38            | -50            | 1.32    |
| FC Séville | 1984-1985                  | D1                         | 31            | -38            | 9             | -9             | -                | -                | 40            | -47            | 1.18    |
| FC Séville | 1985-1986                  | D1                         | 34            | -34            | 9             | -7             | -                | -                | 43            | -41            | 0.95    |
| Total FC Séville | Total FC Séville           | Total FC Séville           | 199           | -226           | 41            | -41            | 8                | -11              | 248           | -278           | 1.120   |
| Real Madrid | 1986-1987                  | D1                         | 44            | -37            | 6             | -7             | 8                | -10              | 58            | -54            | 0.93    |
| Real Madrid | 1987-1988                  | D1                         | 35            | -23            | 8             | -11            | 8                | -7               | 51            | -41            | 0.80    |
| Real Madrid | 1988-1989                  | D1                         | 31            | -28            | 10            | -12            | 7                | -9               | 48            | -49            | 1.02    |
| Real Madrid | 1989-1990                  | D1                         | 35            | -33            | 7             | -3             | 4                | -2               | 46            | -38            | 0.83    |
| Real Madrid | 1990-1991                  | D1                         | 31            | -29            | 2             | -1             | 2                | -2               | 35            | -32            | 0.91    |
| Real Madrid | 1991-1992                  | D1                         | 35            | -27            | 4             | -5             | 10               | -8               | 49            | -40            | 0.82    |
| Real Madrid | 1992-1993                  | D1                         | 26            | -19            | 3             | -2             | 4                | -7               | 33            | -28            | 0.85    |
| Real Madrid | 1993-1994                  | D1                         | 38            | -50            | 6             | -11            | 6                | -4               | 50            | -65            | 1.30    |
| Real Madrid | 1994-1995                  | D1                         | 37            | -29            | 2             | -4             | 4                | -4               | 43            | -37            | 0.86    |
| Real Madrid | 1995-1996                  | D1                         | 31            | -43            | 3             | -5             | 7                | -5               | 41            | -53            | 1.29    |
| Real Madrid | 1996-1997                  | D1                         | -             | -              | -             | -              | -                | -                | 0             | 0              | 0       |
| Total Real Madrid | Total Real Madrid          | Total Real Madrid          | 343           | -318           | 51            | -61            | 60               | -58              | 454           | -437           | 0.96    |
| Total sur la carrière | Total sur la carrière      | Total sur la carrière      | 691           | -718           | 103           | -112           | 68               | -69              | 862           | -899           | 1.04    |
| (1)En jaune, les années où Paco Buyo a remporté le Trophée Zamora du meilleur gardien de la Liga. (2)Matches joués en Coupe d'Espagne (1976 à 1997) ; Supercoupe d'Espagne (1988 à 1996) ; Coupe de la Ligue d'Espagne (1982 à 1986). (3)Matches joués en Coupe UEFA (1982 à 1984, 1991 à 1995) / Coupe des coupes (1993-1994) / Ligue des champions (1986 à 1996). (4)Les matches amicaux ne sont pas comptabilisés |                            |                            |               |                |               |                |                  |                  |               |                |         |

## Palmarès

### Avec le Real Madrid
- Champion d'Espagne en 1987, 1988, 1989, 1990, 1995 et 1997
- Vainqueur de la Coupe d'Espagne en 1989 et 1993
- Vainqueur de la Supercoupe d'Espagne en 1988, 1989, 1990, 1993 et 1997

### Distinctions Personnelles
- Vainqueur du Trophée Zamora du meilleur gardien de la Liga en 1988 et 1992

### En Équipe d'Espagne
- 7 sélections et 0 but avec l'équipe d'Espagne entre 1983 et 1992
- Vice-Champion d'Europe des Nations en 1984
- Participation au Championnat d'Europe des Nations en 1984 (Finaliste) et en 1988 (Premier Tour)